# 駅すぱあと
駅すぱあとは、出発地点と到着地点とを結ぶ公共交通機関の最適経路を提供するシステム。株式会社ヴァル研究所が開発・販売をしている。
Windows版のPCソフトの他、iPhone／Androidに対応したアプリが提供されており、2014年からウェアラブルデバイスにも対応している。

## 概要
日本で最初に開発・販売された、電車の経路検索ソフト。  
アプリケーションソフトおよびネットワーク上で提供されるサービスがある。
最初、関東地区を対象とするプログラムが提供され、その後、日本全国版が提供された。
関東地区を対象にしたプログラムは、上智大学理工学部電気電子工学科加藤誠巳研究室で、研究・開発されていた卒業研究のプログラムに、PC用ユーザインタフェースをつけて商品化された。
時刻表の検索も可能である。

### 提供範囲
毎月バージョンアップ版が発売される。
- 日本国内の鉄道路線
- 都市圏を中心とした路線バス
- 主な施設

など。

### バージョンアップ
- 毎月何らかの更新があり、最新の時刻表・路線図が店頭発売・ダウンロード発売でされている。なお、ダウンロードについてはユーザー登録を行っている必要がある。
- 路線図の更新については有料版を購入する必要があるが、時刻表・経路検索はインストール1年以内ならば無料でインストールできる。それ以降は購入する必要がある。

#### バージョンアップのサポート
年間サポート
最新のデータが1年間に6回に更新版が届く。
バージョンアップサポート2回
申し込んだ時点の最新のバージョンと有効期限1年半の「駅すぱあときっぷ」が届く。２回目のバージョンアップはこの「駅すぱあときっぷ」を郵送する。
「駅すぱあときっぷ」を未使用の状態で期限が満了となった場合は、期限満了時点の最新バージョンが届く。
バージョンアップサポート1回
申し込んだ時点の最新のバージョンが届く。
いずれもユーザー登録している必要がある。
ダウンロード・葉書による発売は支払いはクレジットカードもしくはコンビニでの支払いとなる。

## 歴史

### 背景
もともとヴァル研究所は受託開発や技術者派遣を主力事業としており、それに代わる柱としてソフトウェア開発が打ち立てられ、1984年にBASICを用いた業務ソフト開発ツール「ぱぴるす」を開発したのち、2年後の1986年には後継ソフトである「ファラオ」を発売した。
一方、旧運輸省が進めていた交通機関情報化プロジェクト「メディア・ターミナル構想」の参加者にヴァル研究所の創業者・島村隆雄の知人がおり、そのよしみで渋谷駅のキオスク端末の事業を受託し、1986年に「首都圏電車網最短経路案内システム」として世に送り出された。この端末は首都圏の交通機関に不慣れなユーザから好評を得た。

### 「首都圏版 駅すぱあと」誕生へ
「首都圏電車網最短経路案内システム」の好評によりメディアからの注目が集まったと同時に、パソコン向けにも出してほしいという声が寄せられるようになった。2点間の経路探索アルゴリズムそのものは「首都圏電車網最短経路案内システム」の時点で完成していたものの、当時普及していたNECのPC-9801シリーズでの実用に堪えるほどの速度を出すのは困難だった。
こうして、パソコン版「首都圏電車網最短経路案内システム」の開発がすすめられた。社内でソフト名の案を募集したところ「駅スパート」が2件あり、最終的には「駅すぱあと」という製品名となった。通常、鉄道運賃は営業キロ数を基準に算出するが、首都圏は複数の鉄道会社による乗り入れ駅が多く、このような駅では運賃の割引が適用される結果営業キロ数を下回ることが多い。開発当初はこのあたりの理解が不十分だったため計算テーブルやロジックの作成に苦労し、テスト結果が実際の運賃と異なるたびに鉄道会社に問い合わせることが頻発していた。
このような苦労の末、1988年に「首都圏版 駅すぱあと for MS-DOS」が発売された。

### 「駅すぱあと 全国版」誕生へ
「首都圏版 駅すぱあと」の使用用途を調べたところ、大半が経路探索というよりはむしろ運賃計算に用いられていたことが判明する。交通精算処理のニーズに応えるべく、ヴァル研究所は定期代計算機能を追加した新しい「駅すぱあと」を発売する。また企業の経理担当者から全国の出張に対応してほしいという要望が寄せられたため、1993年には「駅すぱあと 全国版 for MS-DOS」を発売した。全国版の開発に際しては、日本全国の路線や運賃といった基礎情報の収集に苦労したとヴァル研究所の社長（当時）の中山秀昭は2012年のインタビューの中で述懐している。
中山は特に苦労した点として、JRの「特定区間運賃」制度を挙げており、定期券を割安で購入する際のおすすめの分割地点を表示する機能を追加した。元々この制度は鉄道マニアにしか知られていなかったものの、新聞で「定期券代で飲み代が浮く」と紹介された。

### Microsoft Windowsへの対応
1994年にはWindows3.1対応版「駅すぱあと 全国版 for Windows」が発売され、その翌年にはWindows95対応版が発売された。Windows95対応版はNECや富士通のパソコンにバンドルされていたことから知名度が上がり、パッケージ版「駅すぱあと 全国版」の売り上げも上々だった。その分、ヴァル研究所はユーザサポートに苦労することとなり、年に6回最新データを収録したディスクをユーザに送付していた。また、消費税が3%から5%に上がった1997年にはディスクの送付は8回に増えた。
苦労のかいあって、本製品は1995年には日経BP社による「60万人が選ぶソフト」の一本に選定された。

### ウェブ版およびモバイル版の誕生
1998年1月から3月まで、ヴァル研究所は、KDDとKCOMと協力し、長野オリンピックを見に来る外国人向けに、英語版「駅すぱあと」をWWW上で試験的に公開した。
同じ年の年末にはウェブ版「駅すぱあと」に相当する「Yahoo!路線情報」がYahoo!で実装された。中山は2012年のインタビューの中で、同社が実績のあるベンダしか採用しないため、非常に光栄だったと述懐している。同時期にはイントラネットに対応した法人版「駅すぱあと」の提供も開始された。2000年には企業の基幹システムに「駅すぱあと」を組み込めるようにするための開発キットを提供するなど、法人業務の支援事業の拡大も進められた。
1999年、メール配信サービスへの組み込みというかたちで、DDIポケットのPHSサービス向けに「駅すぱあと」が展開された。その後、対応する携帯電話事業者の数を増やし、2001年にはiモード利用者向けの有料サービスとして経路探索サービスを始めた。
2011年にはiOS版「駅すぱあと」が提供開始され、その翌年の2012年にはAndroid版の提供も始まった。また、2014年のAndroid版のアップデートに際して、ウェアラブルデバイスAndroid Wearにも対応した。
その後、コロナウイルスの流行に伴い、2020年10月にはAndroid版「駅すぱあと」にて乗り換えに使わない駅（またはバス停）の設定機能が追加され、のちにiOS版にも追加された。

## 沿革
- 1986年「首都圏電車網最短経路案内システム」発表
- 1988年2月 関東版が発売。登録駅数は東京約50キロ圏内の鉄道線計1070駅。対応機種はNECPC-9800用、富士通FMR50、松下電器産業パナコムM500用があった。価格も2万7000円と主に会社の総務部において出張予定の計画・社員の通勤費計算等を目的としたものであった。
- 1989年 東芝ダイナブック用が追加発売。価格は19800円に下がった。
- 1992年 関東版・Windows用が発売。登録駅数は1133駅に増加。
- 1993年11月 全国版・MS-DOS用が発売。登録駅数は9600駅以上に拡張された。価格は29800円となった。同年関東版・Macintosh用が発売。
- 1994年5月 全国版・Windows用が発売。
- 1994年9月 全国版・Macintosh用が発売。
- 1995年頃からパソコンにバンドルされ出荷される、また地図連動等の機能も拡張された。
- 1995年10月 LAN対応版が発売。
- 1996年10月 新幹線・特急・航空路等の幹線についての時刻表情報が登載。時刻検索が可能となった。
- 1998年1月 KDDと提携し長野オリンピックの訪日外国人向けにネット上で試験的に無料提供[4]。
- 1998年12月からYahoo! JAPANと提携し「Yahoo!路線情報」として提供（利用料無料）を開始。[5]
- 2002年3月 iモードの公式コンテンツとしてサービス提供開始。プロバイダーは株式会社ACCEL。
- 2005年10月 二酸化炭素排出量の表示機能が追加される。
- 2009年6月 Suica・PASMOの相互利用区間でICカードを利用した場合の運賃を計算する機能が追加される。
- 2011年5月 Macintosh用について、Mac OS X Lion に対応する予定がないことが発表された。[10]